# Valpolicella Ripasso
Il Valpolicella Ripasso è un vino rosso DOC del Veneto prodotto esclusivamente nella Valpolicella in provincia di Verona da vitigni autoctoni quali Corvina, Corvinone (nella misura massima del 50% in sostituzione della Corvina), Rondinella ma anche in percentuali minori con Forselina, Negrara e Oseleta. La Molinara uscita recentemente dal disciplinare come obbligatoria è comunque permessa.
Sono le stesse uve che vengono utilizzate per la produzione dell'Amarone e del Recioto.

## Metodo di produzione
La tecnica del ripasso consiste nel versare, prima dell'affinamento in botte, il vino Valpolicella base direttamente nei tini dove è stato precedentemente pigiato l'Amarone, lasciandolo riposare a contatto con le vinacce appena pressate per circa 15-20 giorni. In questo modo il vino riceve dalle vinacce appassite parte dell'aroma che è proprio dell'Amarone.

## Caratteristiche organolettiche
- Colore: Rosso rubino tendente all'impenetrabile.
- Olfatto: Strutturato.
- Gusto: Frutti di Bosco a bacca rossa, a volte tostatura e tabacco, vanigliato, tannini morbidi.

## Tipologie

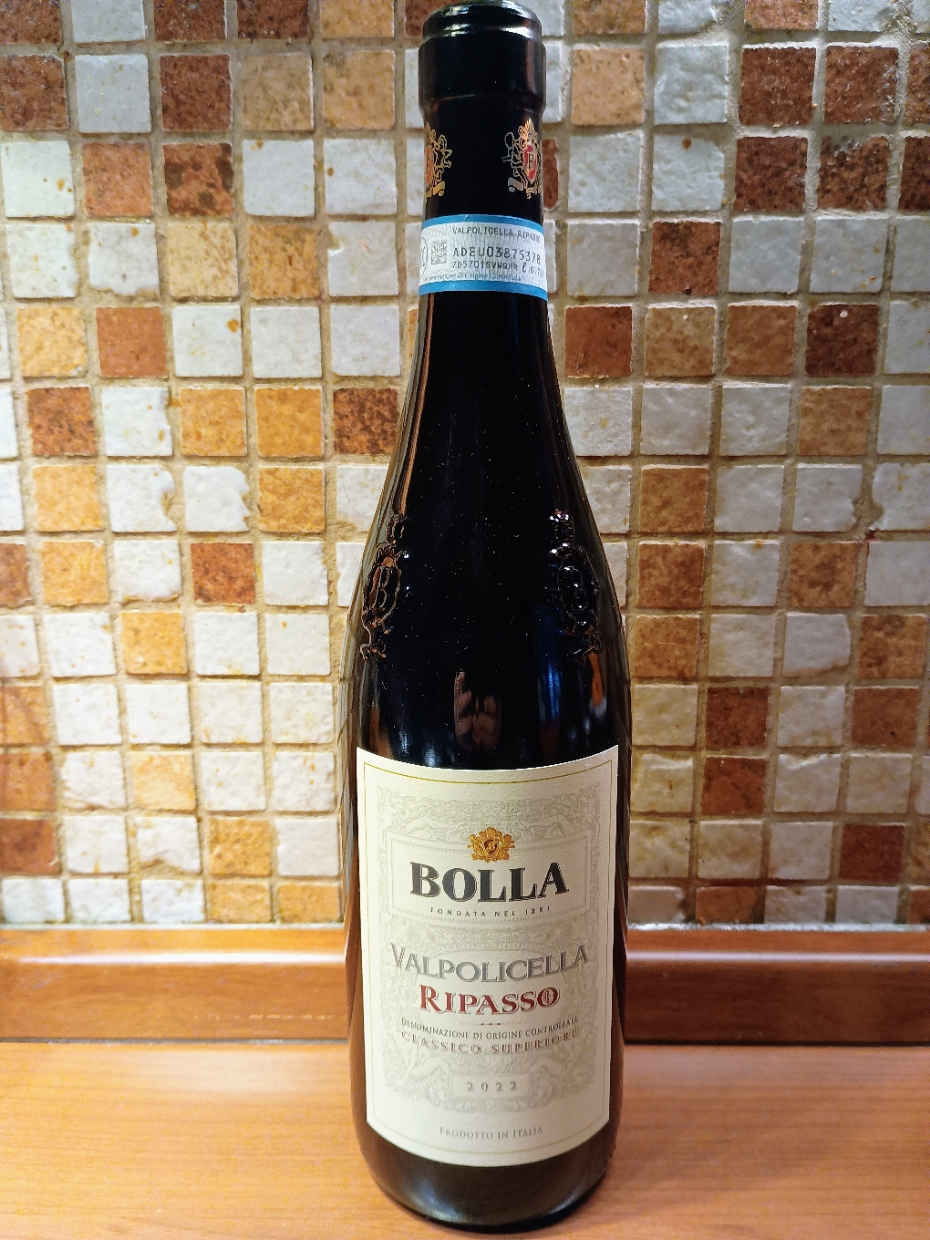
Valpolicella Ripasso DOC

Il Valpolicella Ripasso può ricevere le seguenti tipologie:
- Classico se prodotto nella sottozona comprendente i comuni di Fumane, Marano di Valpolicella, Negrar di Valpolicella, San Pietro in Cariano, Sant'Ambrogio di Valpolicella facenti parte della Valpolicella classica.
- Valpantena se prodotto nella valle Valpantena.
- Superiore se l'affinamento in botte avviene per un minimo di 12 mesi a partire dal 1º gennaio successivo alla vendemmia e il grado alcolico risulta essere al consumo superiore al 12%.

Quindi possiamo avere:
- Valpolicella Ripasso
- Valpolicella Ripasso superiore
- Valpolicella Ripasso classico
- Valpolicella Ripasso classico superiore
- Valpolicella Ripasso Valpantena
- Valpolicella Ripasso Valpantena superiore